# Piansano
Piansano ist eine Gemeinde in der Provinz Viterbo in der italienischen Region Latium mit 1998 Einwohnern (Stand 31. Dezember 2023). Sie liegt 103 Kilometer nordwestlich von Rom.

## Geographie
Piansano liegt in den Monti Volsini zwischen dem Bolsenasee und Tuscania.

## Bevölkerung
| Jahr | Bevölkerung |
| ---- | ----------- |
| 1871 | 1894        |
| 1901 | 2175        |
| 1921 | 2563        |
| 1951 | 2882        |
| 1971 | 2295        |
| 1991 | 2306        |
| 2001 | 2220        |

## Politik
Roseo Melaragni (Lista Civica: Uniti Per Piansano) wurde im Juni 2004 zum Bürgermeister gewählt. Am 26. Mai 2019 wurde er im Amte bestätigt.